# Fransche Gaatje
Het Fransche Gaatje is een kleine geul in het Nederlandse deel van de Waddenzee, die door kleinere schepen en jachten veel gebruikt wordt als ankerplek en droogvalplek. De geul is een westelijke aftakking van de Vliestroom, de grote hoofdgeul tussen Vlieland en Terschelling. Schepen met weinig diepgang kunnen het Fransche Gaatje gebruiken als beschutte alternatieve route naar Vlieland, waarmee de stroom en zeegang van het Stortemelk wordt vermeden. Ten noorden van het geultje ligt het onbewoonde natuureilandje de Richel. De zandplaat tussen het Gaatje en de Richel is een geliefde plek om bij laagwater droog te vallen.